# خدمة البريد اليابانية
خدمة البريد اليابانية (او باللغة الأنجليزية Japan Post Service) (باللغة اليابانية 日本郵便株式会社) هي شركة يابانية للبريد، اللوجستيات وخدمات البريد السريع في طوكيو. هي جزء من مجموعة البريد الياباني القابضة

## التاريخ
تم إنشاء خدمة البريد الياباني في الأول من أكتوبر تحديدا عام 2007 بعد خصخصة سابقتها ، بريد اليابان . 

## الروابط الخارجية
- بريد اليابان (باليابانية)
- بريد اليابان (باللغة الإنجليزية)